# Genc Tukiçi
Genc Tukiçi, född i Albanien, är en albansk-fransk pianist, kompositör och professor vid École normale de musique de Paris. Han är bror till sångaren David Tukiçi som nått stora framgångar i hemlandet genom att bland annat vinna Festivali i Këngës 1969.

## Karriär
Tukiçi tog examen vid konservatoriet i Tirana innan han diplomerades vid École normale de musique de Paris i Paris i Frankrike där han för närvarande är professor. 
Hans internationella karriär som konsertpianist har fört honom till flera av världens största arenor. Han har haft konserter i bland annat Gstaad i Schweiz, Salle Gaveau och Salle Cortot i Paris, vid romerska teatern i Orange i Frankrike och i New York.
Tukiçi har bland annat uppträtt ett flertal gånger med landsmaninnan Inva Mula. I november 2012 släppte de ett album tillsammans.
Han samarbetar tillsammans med talangbyrån OIA..
I december 2015 debuterade han i Festivali i Këngës, tävlingen som hans bror tidigare vunnit. Han deltog i Festivali i Këngës 54 med låten "Sa të dashuroj" (svenska: Hur mycket jag älskar dig). Han tog sig till tävlingens final men slutade där oplacerad. Han deltar i december 2017 för andra gången i tävlingen då han i Festivali i Këngës 56 tillsammans med sin bror David kommer att framföra bidraget "Të pandarë".
I mars 2017 han är grundande medlem av Cirkeln InterHallier.